# Thanh Tiên
Thanh Tiên là một xã thuộc huyện Thanh Chương, tỉnh Nghệ An, Việt Nam.
Xã Thanh Tiên có diện tích 8,88 km², dân số năm 1999 là 6377 người, mật độ dân số đạt 718 người/km².